# Zielina (stacja kolejowa)
Zielina – stacja kolejowa w miejscowości Kujawy, w województwie opolskim, w powiecie krapkowickim, w gminie Strzeleczki, w Polsce.
Linia kolejowa nr 306 została otwarta w 1896 jako linia łącząca Prudnik z Gogolinem. Zbudowano ją z inicjatywy spółki Kolej Prudnicko-Gogolińska z siedzibą w Prudniku. Ruch pasażerski na linii Gogolin–Prudnik zlikwidowano w 1991, a w 2005 linia została zamknięta. Zabudowa dworcowa została rozebrana. Pozostały fragmenty rampy. Zmodernizowana linia relacji Prudnik–Krapkowice została oddana do użytku w 2016. Odbywa się na niej ruch towarowy.